# Argenton-l'Église
Argenton-l'Église là một xã ở tỉnh Deux-Sèvres trong vùng Nouvelle-Aquitaine phía tây nướcPháp. Xã này nằm ở khu vực có độ cao trung bình 58 mét trên mực nước biển. Xã nằm bên sông Argenton và có khoảng cách khoảng 9 km về phía tây bắc Thouars và 36 km về phía đông bắc Bressuire.